# Christoph Schellberg
Christoph Schellberg (* 1973 in Düsseldorf) ist ein deutscher Maler.

## Leben und Wirken
Schellbergs Interesse gilt weniger einem bestimmten Motiv, sondern vielmehr der Malerei an sich. Als wolle er die Bandbreite des Mediums ausloten, präsentiert er klassische Genres wie Porträt, Landschaft und Stillleben ebenso wie abstrakte Arbeiten.
„Wenn Hintergründe, Schatten und Unschärfen aus unzähligen, fein lasierten Farbschichten zusammengesetzt sind, wenn Untergründe am Rand sichtbar werden und der Schatten eines Stabes aus einem gezielt abgestimmten Farbspektrum entsteht, fühlt man sich an die Opulenz eines Ad Reinhardt oder eines Brice Marden erinnert, ohne dass Schellberg einen von beiden imitierte oder auch nur zitierte. (…) Hier geht es also nicht um irgendein großes Vorbild, sondern vielmehr darum, wie die dem Maler zur Verfügung stehenden Mittel eingesetzt werden. Die Mittel sind es, die Schellberg für die eigene Malerei adaptiert, in jeweils ganz eigenständigen Kompositionen, Farben und Materialien.“
Christoph Schellberg hat von 1995 bis 1997 an der Hochschule für bildende Künste, Hamburg und von 1997 bis 2001 an der Kunstakademie Düsseldorf studiert. Von 2004 bis 2006 hatte Schellberg einen Lehrauftrag an der Kunstakademie Düsseldorf.
Christoph Schellberg lebt und arbeitet in Düsseldorf.

## Ausstellungen und Ausstellungsbeteiligungen (Auswahl)
- 2013 Christoph Schellberg, Yes, Linn Lühn, Düsseldorf
- 2013 Christoph Schellberg, Johannes Wohnseifer, Linn Lühn, Düsseldorf
- 2013 Wahlverwandtschaften. Aktuelle Malerei und Zeichnung aus dem Museum Frieder Burda, Museum Franz Gertsch, Burgdorf, Schweiz
- 2012 Menschenbilder, Museum Frieder Burda, Baden-Baden
- 2012 The Reality of the Unbuilt, Stiftung Insel Hombroich, Neuss
- 2011 Linn Lühn, Düsseldorf
- 2010 Die einfachen Dinge, Linn Lühn, Köln
- 2010 Neues Rheinland. Die postironische Generation, Museum Morsbroich, Leverkusen
- 2010 Room Divider, kuratiert von Michael Bracewell (u. a. mit R. Hamilton, E. Sottsass, Linder), Wilkinson Gallery, London, Großbritannien
- 2009 Linn Lühn, Köln
- 2008 10 Jahre, 10 Räume, Ausstellung anlässlich d. Bestehens der Bundeskunstsammlung, Gropius Bau, Berlin
- 2008 Scala Paradisi, (u. a. mit Karla Black, Albert Oehlen, Joanne Greenbaum), Schürmann. Berlin
- 2007 Linn Lühn, Köln
- 2007 New, Stephane Simoens Contemporary Fine Arts, Knokke, Belgien
- 2006 Auf leisen Pfoten. Die Katze in der Kunst, Städtische Galerie, Karlsruhe
- 2006 Boilermaker, Stellan Holm Gallery, New York
- 2006 Face to Face,  Ausstellungshalle zeitgenössische Kunst, Münster
- 2005 Cosmos White Sensation, Jablonka Lühn, Köln
- 2005 Fleurs Du Mal, Neuer Aachener Kunstverein, Aachen (zusammen mit Sebastian Ludwig)
- 2005 The Obscure Object of Desire, Stellan Holm Gallery, New York, USA
- 2004 Stellan Holm Gallery, New York, USA
- 2004 Jablonka Lühn, Köln
- 2003 Sammlung Falckenberg, Phoenix Hallen, Hamburg
- 2003 Jeppe Hein, Christoph Schellberg, Johannes Wohnseifer, Schnittraum, Köln
- 2002 Jablonka Lühn, Köln
- 2001 The complete dialogue, mit Jens Ullrich und Alex Jasch, Kölnerstraße, Düsseldorf
- 1999 We could be heroes, Ruhrtalstraße, Düsseldorf
- 1999 Schubert en Co., Villa de Bank, Enschede
- 1999 Glück durch Paarung, Suermondt Ludwig Museum, Aachen

## Werke in öffentlichen Sammlungen
- Museum Frieder Burda, Baden-Baden
- Sammlung Deutsche Bank, Frankfurt
- Sammlung Falckenberg, Hamburg
- Sammlung Zeitgenössische Kunst der Bundesrepublik Deutschland
- Sammlung Ringier, Zürich
- Sammlung Brandhorst, München
- SSK Stiftung, Köln

## Auszeichnungen
- 1999 Reisestipendium der Kunstakademie Düsseldorf